# La Mortella
La Mortella (tal.: mjesto mirtovki) je privatni vrt na otoku Ischia u Italiji. Za javnost je prvi put otvoren 1991. godine. Stvorila ga je Susana Walton (1926. – 2010.), supruga skladatelja Williama Waltona, počevši od 1950-ih kao glavno prebivalište para.
Sadile su se tropske i mediteranske biljke, a neke su sada dosegle značajne razmjere. Iz vrtova se pruža pogled na grad i luku Forio. Britanski dizajner vrta Russell Page dao je savjete o početnom dizajnu, no vrt se razvijao tijekom više od 50 godina razvoja Lady Walton. Nakon što joj je suprug umro 1983. godine, njegov pepeo je čuvan pod stijenom na ovom otoku. Otvorila je vrt za javnost 1991. godine i predala upravljanje i na kraju vlasništvo Fondazione William Walton.
Muzej posvećen životu i radu Williama Waltona sada je dio vrtnog kompleksa. Domaćin je Zaklade William Walton i grčkog kazališta gdje talijanske i strane glazbene škole izvode više od 70 koncerata vikendom, plus majstorske tečajeve i program za skladatelje sa Sveučilišta Harvard. Godine 2004. američka tvrtka Briggs & Stratton dodijelila mu je prvu nagradu kao il più bel parco d'Italia (najljepši park u Italiji) u konkurenciji od 100 drugih vrtova.

## Vanjske poveznice
- Službena stranica

- Flickr grupa (zbirka fotografija)